# Premios Lucas
Los Premios Lucas o Lucas es un proyecto televisivo creado por Orlando Cruzata que incluyen el programa Lucas y los premios del mismo nombre. El programa Lucas se emite por la televisión cubana desde 1997 y los premios son entregados anualmente en el mes de noviembre de cada año desde 1998, los cuales también son transmitidos por la televisión cubana. Los Premios Lucas son los premios entregados en Cuba al videoclip, estos tienen como objetivo estimular la producción de videoclips cubanos, premiando la creatividad y originalidad en cada género en competencia, además que promocionan y divulgan el videoclip cubano tanto a nivel nacional como internacional. El proyecto mantiene una dinámica no solo por su estructura musical sino por el acertado guion, que al parecer improvisado aporta la frescura puesta en boca de sus conductores habituales. Lucas tiene un lenguaje y estética bastante diferenciado del resto de la programación de la televisión cubana.

## Historia
El proyecto surge como un programa de televisión que se comenzó a transmitir en Cuba alrededor del año 1995;  el programa tuvo otros nombres como El patio de mi casa es... y Cáscara de mandarina pero finalmente pasa oficialmente a llamarse simplemente Lucas en 1997 y con él los Premios Lucas entregados a los mejores videoclips realizados en Cuba. En el año 2002 los premios amplían sus fronteras y pasan a ser Festival del videoclip cubano donde el evento central no son solo los premios en si, sino que viene acompañado de una serie de conciertos y presentaciones de las principales agrupaciones musicales. A lo largo de los años, ha habido un incremento paulatino de la cantidad y calidad de los videoclips presentados, lo cual ha sido un estímulo al desarrollo de los mismos. El programa televisivo Lucas se trasmite ininterrumpidamente desde 1997 y actualmente se transmite todos los domingos por Cubavisión a las 5:00 PM.

## Presentadores
Desde los inicios de los Premios Lucas, estos ha contado con distintos presentadores que le han otorgado su estilo particular y una frescura al programa, entre ellos se encuentran: Tony Arroyo, Hirán Vega, José Luis Bergantiños López, que presentó el programa durante unos cuantos capítulos mientras Hirán estaba de viaje y fue también el presentador de la primera gala que se hizo en el teatro Karl Marx junto a Betsy Acosta, locutora de la C.O.C.O, Edith Massola, Rigoberto Ferrera, Luis Daniel Silva y Frank Abel. Actualmente el programa es presentado por Jennifer Heidy, mejor conocida en la música como Malaka.

## Premiación
Los premios y las nominaciones en el proyecto Lucas son entregados a los mejores videoclips cubanos del año (que son presentados en el proyecto a lo largo del año en curso) en las diferentes categorías y especialidades, teniendo presente la calidad del video, la originalidad y la creatividad de este. Los premios y nominaciones son entregados por un jurado compuesto por varios especialistas que votan en forma secreta por los mejores videoclips, así se obtienen los nominados, los que se conocen en la Gala de Nominados, un mes antes de la Gala de Premiación. Cada miembro del jurado vota después de forma secreta y directa por los premios en cada categoría, el resultado es conmutado, y de ahí salen los premios que se dan a conocer en la Gala de Premiaciones. Nadie, ni los miembros del jurado conoce los resultados de la votación, y solo es revelado en la Gala de Premiación. Las galas de premiaciones de Lucas son realizadas siempre en el mes de noviembre de cada año.

## Premio al Videoclip más Popular
Uno de los premios más importantes o el más importante (según algunos), es el Premio al Videoclip más Popular, el en el cual es elegido el clip más popular por votación del público. La votación se puede realizar mediante SMS, encuestas, votos en la web, entre otros. En una primera etapa se vota por los diez más populares, los que se convierten en nominados al videoclip más popular. En una segunda etapa, siguen realizándose los votos hasta que queda elegido el vídeo más popular del año.

## Libro de los Premios Lucas
En el programa televisivo de Lucas que se transmite por Cubavisión, los conductores del programa anunciaron la publicación de un libro sobre los Lucas en estos 15 años, el cual fue escrito por Yuleidys Rojas y fue presentado en febrero del 2013 en la Fortaleza de San Carlos de La Cabaña durante la Feria Internacional del Libro de Cuba.

## Para fusionar aquí
Los Premios Lucas son parte de un proyecto llamado Proyecto Lucas, que fue creado en el año 1997. Este proyecto tiene como objetivo principal la promoción, divulgación del videoclip cubano. Además de estimular la producción del género en Cuba y para aplaudir las mejores realizaciones de cada año fue creado los Premios Lucas. Los Lucas como se le conoce popularmente, premian loo mejor de cada año en el género en Cuba, cada año se reúnen un jurado de 20 especialistas entre los que se encuentran: críticos de arte, profesores del Instituto Superior de Arte, Periodistas especializados en los temas del audiovisual, directores, fotógrafos, etc. A cada uno de ellos se les hace llegar una planilla con los clips del año divididos en categorías y especialidades, además se le entrega dos casetes VHS con los clips en el mismo orden de las planillas. Así cada uno por separado en secreto y sin poder consultar uno con otro el jurado emite su voto marcando en cada categoría y especialidad tres nominados y de estos el que ellos consideren premio. Las 20 boletas después se computan y de aquí salen los nominados y los premios de cada año. Entre los premios se encuentran: Vídeo del año, dirección, vídeo música popular bailable, vídeo pop, vídeo musical tradicional, etc. La media son de 21 a 25 premios por año teniendo en cuenta los géneros musicales, además de vídeo femenino, masculino, agrupación, figura novel, opera prima, etc. El premio al vídeo más popular es fruto de una encuesta nacional que decide los nominados a este premio, estos nominados 5 0 6 cada año pasan a una encuesta por teléfono, conocida como el televoto donde cada personas desde su casa vota por su elegido, a ello se suma una encuesta que se realiza desde la radio de Santi Spiritus, ciudad del centro del país y los votos que llegan a través del portal Cubasi de ETECSA. La suma de todos estos votos define el vídeo más popular del año. En los Premios Lucas no existe ninguna preferencia por realizador o agrupación o solista musical solo la calidad del videoclip dada por su creatividad, su originalidad, su valentía estética definen cada uno de los premios. Esto es posible dado que en Cuba el videoclip está condicionado principalmente por la validez artística y no el interés de venta.Durante estos 11 años de Lucas muchos realizadores muy jóvenes se han dado a conocer en este evento y han pasado a trabajar a la televisión nacional o al cine, así mismo muchos jóvenes artistas de la música se han visto por vez primera gracias ha este proyecto que le ha abierto el camino hacia las disqueras, empresas musicales y la televisión y la radio. Los Lucas marcan un ante y un después en la cultura audiovisual de la televisión cubana, su estructura pos moderna llena de citas ínter textuales, su juego con la parodia la ironía y su mutación constante marca un punto de giro en la TV cubana. A ello se le suma un marcado interés por promocionar lo mejor desde un punto de vista estético, la vanguardia, la experimentación, todo ello ha generado una opinión que marca al videoclip cubano como la vanguardia del audiovisual nacional. Como proyecto los Lucas validan la crítica el debate y la reflexión sobre el clip, lo que repercute en toda la cultura cubana por ser este un reflejo directo de la misma, para ello existe en cada programa la sección: El caballete de Lucas del prestigioso crítico Rufo Caballero quien sin pelos en la lengua cada semana presenta su opinión de cada clip estrenado y de temas relacionados con el género en Cuba. También existe el Lucas nometro momento, dedicado a la llamada lista de éxitos según el voto popular, los hijos de Lucas entrevistas a los realizadores y músicos que comienzan, además de presentar los clásicos de Lucas momento dedicados a lo mejor de la historia del clip cubano. Cada año los Lucas reciben más videoclips pues la producción nacional aumenta por año y de 30 que se hacían en Cuba en 1998 ahora es un promedios de 150 clips al año. Las galas de los Premios Lucas se celebran en el mes de noviembre y son el colofón de un festival en toda la ciudad de la Habana con el videoclip. Cada gala de Los Lucas es considerada el espectáculo más esperado del año en la TV cubana.